# 엘라지즈
엘라즈으(튀르키예어: Elazığ; /eˈlazɯː/)는 튀르키예 중북부에 위치한 도시로, 엘라즈으주의 주도이며 면적은 2,211.07 km2, 인구는 2012년 기준으로 347,857 명이다. 1834년에 고대 도시인 하르푸트를 계승해 건설됐다.

## 어원
고대 도시이자 요새인 하르푸트(Խարբերդ)는 오늘날의 엘라즈으에서 약 5 km 떨어진 곳에 있는데 아르메니아어로 '돌로 지은 요새'를 뜻한다. 19세기 마흐무트 2세의 재위기에 도독 레시드 메흐메드 파샤는 하르푸트 근교의 메즈레를 확장하기 시작했다. 압뒬라지즈의 재위기에 도독의 저택과 병영, 병원 등이 새로 만들어졌고 1866년에 압뒬라지즈의 재위 5주년을 기념하며 도시 이름을 마무레튈라지즈(Mamuretülaziz)로 바꾸었다. 이 시기에 마무레튈라지즈는 발음하기 쉬운 엘라지즈(Elâzîz)로 알려지기 시작했다. 1937년 11월 17일에 터키의 대통령 무스타파 케말 아타튀르크가 도시의 이름을 엘아즈크(El'azık)로 바꾸었으나 튀르키예어로 발음하기 어려웠기 때문에 12월 10일에 오늘날의 이름인 엘라즈으로 다시 바꾸었다.

## 역사

### 고대
엘라즈으는 고대 요새인 하르푸트가 있었던 언덕의 변두리에 있다. 현존하는 기록에 따르면 후르리인들이 기원전 20세기에 이 지역에 처음으로 정착했다. 우라르투가 팽창하던 때에는 우라르투에 속했다. 고대 아르메니아의 군주들이 하르푸트를 세웠는데, 언덕 위에 있었기 때문에 겨울철이 되면 접근하기 어려웠다.
윌렐무스 티렌시스는 조슬랭 1세 드 쿠르트네와 보두앵 2세가 하르푸트에 포로로 잡혀 있었다고 기록했다.

### 오스만 제국 시기
하르푸트와 그 주변부는 셀주크 제국이 1071년 8월 26일에 만지케르트 전투에서 이긴 결과로 셀주크 제국령이 됐다. 이후 하르푸트는 추부코울라르 왕조와 아르투크 왕조, 룸 술탄국, 일 칸국, 둘카디르 왕조, 아크 코윤루, 사파비 왕조, 오스만 제국의 지배를 받았다.
하르푸트는 오랫동안 미국 기독교 선교사들이 선교를 행한 곳이었다. 선교사들은 신학교인 유프라테스 칼리지를 세웠으나 1915년에 오스만 제국은 건물을 몰수하고 병영으로 썼다. 1895년 11월에 조정의 지원을 받은 튀르키예인들과 쿠르드족들은 아르메니아인들이 살고 있던 마을을 습격해 주민들을 학살했고, 하르푸트도 공격해 미국 학교들도 파괴했다. 오늘날에도 하르푸트에는 천여 명이 살고 있지만 높은 고도와 부족한 물 때문에 주민들이 엘라즈으로 옮겨가며 점차 사람이 살고 있지 않게 되고 있다.

### 터키 공화국 시기
터키 정부가 1927년에 처음으로 인구 조사를 했을 때 엘라즈으에는 20,052 명이 살고 있었으며, 1945년에는 25,465 명으로 늘어났다. 제2차 세계 대전이 끝난 뒤로 성장을 거듭했다.

## 기후
| 엘라지즈의 기후                                                        | 엘라지즈의 기후 | 엘라지즈의 기후 | 엘라지즈의 기후 | 엘라지즈의 기후 | 엘라지즈의 기후 | 엘라지즈의 기후 | 엘라지즈의 기후 | 엘라지즈의 기후 | 엘라지즈의 기후 | 엘라지즈의 기후 | 엘라지즈의 기후 | 엘라지즈의 기후 | 엘라지즈의 기후 |
| 월                                                                     | 1월             | 2월             | 3월             | 4월             | 5월             | 6월             | 7월             | 8월             | 9월             | 10월            | 11월            | 12월            | 연간            |
| ---------------------------------------------------------------------- | --------------- | --------------- | --------------- | --------------- | --------------- | --------------- | --------------- | --------------- | --------------- | --------------- | --------------- | --------------- | --------------- |
| 역대 최고 기온 °C (°F)                                                 | 13.0 (55.4)     | 18.6 (65.5)     | 26.4 (79.5)     | 32.2 (90.0)     | 36.6 (97.9)     | 38.6 (101.5)    | 42.4 (108.3)    | 42.2 (108.0)    | 39.7 (103.5)    | 32.4 (90.3)     | 24.3 (75.7)     | 19.6 (67.3)     | 42.4 (108.3)    |
| 일평균 최고 기온 °C (°F)                                               | 4.0 (39.2)      | 6.3 (43.3)      | 12.4 (54.3)     | 18.4 (65.1)     | 24.2 (75.6)     | 30.7 (87.3)     | 35.2 (95.4)     | 35.2 (95.4)     | 30.1 (86.2)     | 22.6 (72.7)     | 13.1 (55.6)     | 5.9 (42.6)      | 19.8 (67.6)     |
| 일일 평균 기온 °C (°F)                                                 | 0.1 (32.2)      | 1.5 (34.7)      | 6.7 (44.1)      | 12.1 (53.8)     | 17.1 (62.8)     | 23.0 (73.4)     | 27.4 (81.3)     | 27.3 (81.1)     | 21.9 (71.4)     | 15.3 (59.5)     | 7.3 (45.1)      | 2.2 (36.0)      | 13.5 (56.3)     |
| 일평균 최저 기온 °C (°F)                                               | −3.1 (26.4)     | −2.6 (27.3)     | 1.6 (34.9)      | 6.2 (43.2)      | 10.3 (50.5)     | 14.7 (58.5)     | 19.0 (66.2)     | 18.9 (66.0)     | 13.9 (57.0)     | 8.8 (47.8)      | 2.6 (36.7)      | −0.9 (30.4)     | 7.4 (45.3)      |
| 역대 최저 기온 °C (°F)                                                 | −22.6 (−8.7)    | −21.4 (−6.5)    | −17.0 (1.4)     | −7.0 (19.4)     | 0.0 (32.0)      | 4.0 (39.2)      | 6.7 (44.1)      | 10.2 (50.4)     | 1.0 (33.8)      | −2.2 (28.0)     | −15.2 (4.6)     | −22.6 (−8.7)    | −22.6 (−8.7)    |
| 평균 강수량 mm (인치)                                                  | 37.8 (1.49)     | 41.8 (1.65)     | 50.9 (2.00)     | 60.7 (2.39)     | 51.4 (2.02)     | 13.6 (0.54)     | 3.3 (0.13)      | 1.3 (0.05)      | 9.9 (0.39)      | 42.1 (1.66)     | 45.6 (1.80)     | 45.6 (1.80)     | 404.0 (15.91)   |
| 평균 강수일수                                                          | 11.1            | 10.73           | 11.23           | 11.8            | 11.2            | 4.47            | 1.4             | 0.9             | 2.7             | 7.07            | 7.93            | 11.17           | 91.7            |
| 평균 강설일수                                                          | 6.58            | 4.46            | 1.83            | 0.17            | 0               | 0               | 0               | 0               | 0               | 0.04            | 0.46            | 2.58            | 16.12           |
| 평균 상대 습도 (%)                                                     | 73.1            | 69.9            | 61              | 57              | 53.5            | 39.4            | 31.5            | 30.9            | 36.5            | 53.5            | 67.1            | 75.6            | 54.1            |
| 평균 월간 일조시간                                                     | 89.9            | 101.7           | 151.9           | 180.0           | 251.1           | 303.0           | 334.8           | 303.8           | 261.0           | 198.4           | 132.0           | 65.1            | 2,372.7         |
| 평균 일일 일조시간                                                     | 2.9             | 3.6             | 4.9             | 6.0             | 8.1             | 10.1            | 10.8            | 9.8             | 8.7             | 6.4             | 4.4             | 2.1             | 6.5             |
| 출처 1: 튀르키예 국립기상청 (평년값: 1991년~2020년, 극값: 1939년~현재) |                 |                 |                 |                 |                 |                 |                 |                 |                 |                 |                 |                 |                 |
| 출처 2: 미국 해양대기청 (상대습도)                                     |                 |                 |                 |                 |                 |                 |                 |                 |                 |                 |                 |                 |                 |

## 자매 도시
| - 튀르키예 앙카라 - 아제르바이잔 간자 - 튀르키예 에르주룸 | - 튀르키예 이스탄불 - 코소보 마무샤 - 튀르키예 샨르우르파 |